# 韋拉加鰭美洲鱥
韋拉加鰭美洲鱥（學名：Pteronotropis welaka）為輻鰭魚綱鯉形目雅羅魚科的其中一個種，被IUCN列為易危保育類動物，分布北美洲美國佛羅里達州St. Johns河以及阿拉巴馬州阿帕拉契科拉河和喬治亞州的珍珠河流域，體長可達6.5公分，棲息在深的、流速緩慢的沿海小溪和中小型河流，常見於殘礫與植物之中，生活習性不明，受到農業和城市發展而清除河邊植被以及水族館貿易而過度採集的威脅。

## 扩展阅读
維基物種上的相關：韋拉加鰭美洲鱥